# Saison 4 d'Une famille formidable
Chronologie
Saison 3 d'Une famille formidable Saison 5 d'Une famille formidable
Cet article présente le guide des épisodes de la quatrième saison de la série télévisée Une famille formidable.

## Épisode 1:Le Clash
- Numéro(s) : 4 - 1
- Scénariste(s) :
- Réalisateur(s) :
- Diffusion(s) : 22 mai 2000
- Invité(es) :
- Résumé : Catherine surprend Jacques dans les bras d'une autre femme et demande le divorce. Elle va rencontrer Vincent, un musicien. Audrey entretient une aventure extraconjugale avec Bruno, le frère de Julien. Frédérique trompe Sébastien avec Nourredine, le second de Jacques en cuisine. Nicolas annonce à Jacques qu'il est homosexuel. On peut remarquer une évolution des mentalités des personnages de la série à ce sujet. Lors de la première saison, tournée et diffusée en 1992, c'est le personnage d'Alexis, interprété par Emmanuel Montes, ami de Nicolas, qui annonce son homosexualité, ce qui est diversement apprécié par les autres personnages, dont Nicolas lui-même. Dans cet épisode, lorsque Nicolas annonce à son père Jacques son homosexualité, ce dernier le prend bien. Cet épisode a été diffusé pour la première fois le 22 mai 2000. La loi sur le Pacte Civil de Solidarité venait alors d'être votée (Depuis le 13 octobre 1999).

## Épisode 2:Panique à bord
- Numéro(s) : 4 - 2
- Scénariste(s) :
- Réalisateur(s) :
- Diffusion(s) : 29 mai 2000
- Invité(es) :
- Résumé : Catherine et Vincent se fiancent. Jacques a une relation avec Lucia, un modèle de Nono. Frédérique rompt avec Sébastien pour partir avec Nourredine qui l'a rejointe au Portugal. Jacques, qui a demandé à Richard d'enquêter sur Vincent auprès d'un détective, découvre que ce dernier est déjà marié. Lorsque Catherine l'apprend, elle explose face à son ex et lui demande de partir. Reine, qui ne s'est pas remise du décès de son mari Michel Morand, fait un coma éthylique après une violente dispute avec Sébastien et la famille Beaumont. Marie découvre qu'Audrey trompe Julien avec Bruno. Les jumeaux et Marie fuguent en bateau car ils se sentent délaissés.

## Épisode 3:Le Grand Départ
- Numéro(s) : 4 - 3
- Scénariste(s) :
- Réalisateur(s) :
- Diffusion(s) : 5 juin 2000
- Invité(es) :
- Résumé : Alors qu'elle doit partir en Amérique avec les jumeaux et Vincent, Catherine est victime d'une balle perdue et devient amnésique. Reine fait un séjour dans un centre de désintoxication. Frédérique apprend qu'elle est enceinte de Nourredine et l'épouse. Audrey et Julien se réconcilient. Catherine et Jacques se remarient.

## Audience
| Épisode | Jour de diffusion  | Téléspectateurs en million(s) | Parts de marché (sur les 4 ans et plus) |
| ------- | ------------------ | ----------------------------- | --------------------------------------- |
| ?       | Lundi janvier 2000 | 8 977 700                     | ?                                       |
| ?       | Lundi janvier 2000 | 9 875 470                     | ?                                       |
| ?       | Lundi janvier 2000 | 8 977 700                     | ?                                       |